# Nazionale femminile di calcio della Colombia
La nazionale di calcio femminile della Colombia è la rappresentativa calcistica femminile internazionale della Colombia, gestita dalla locale federazione calcistica (FCF).
In base alla classifica emessa dalla FIFA il 16 agosto 2024, la nazionale femminile occupa il 21º posto del FIFA/Coca-Cola Women's World Ranking.
Come membro della CONMEBOL partecipa a vari tornei di calcio internazionali, come al Campionato mondiale FIFA, alla Copa América Femenina, ai Giochi olimpici estivi e ai tornei a invito.

## Storia

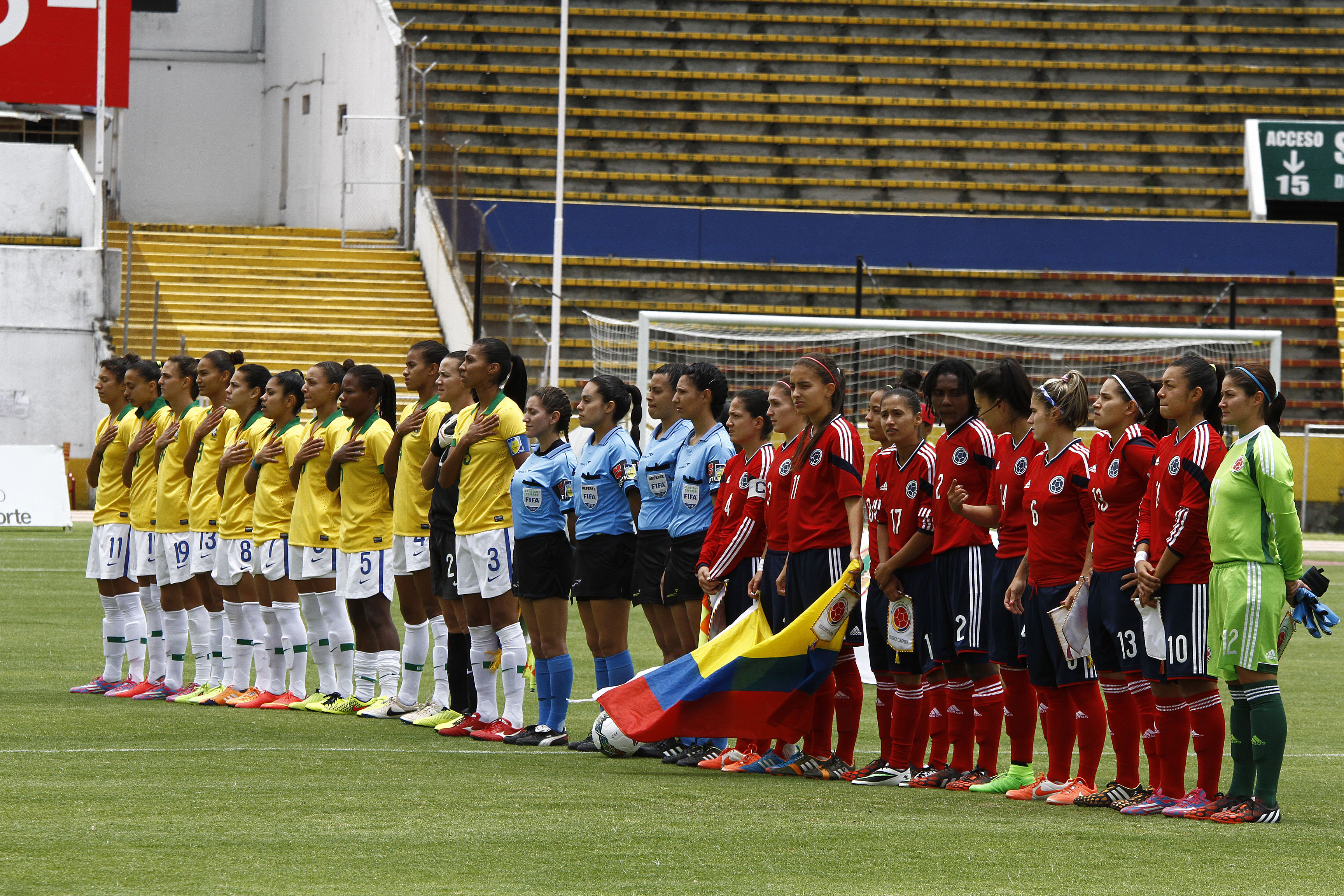
Formazione della Colombia prima della partita col Brasile, finale della Copa América Femenina 2014.

Sebbene il calcio femminile venisse praticato in Colombia sin dagli anni settanta, la prima partita ufficiale dalla nazionale colombiana venne disputata al campionato sudamericano 1998, terza edizione del principale torneo continentale. La prima partita si concluse con una vittoria per 4-1 contro il Venezuela, seguita da una delle più larghe sconfitte subite, 1-12 dal Brasile. Al campionato sudamericano 2003 la nazionale colombiana raggiunse il girone finale, classificandosi al terzo posto; nel corso della manifestazione ha ottenuto sia la più larga vittoria, 8-0 contro il Venezuela nella fase a gironi, sia la più larga sconfitta, 0-12 contro il Brasile nel girone finale. 

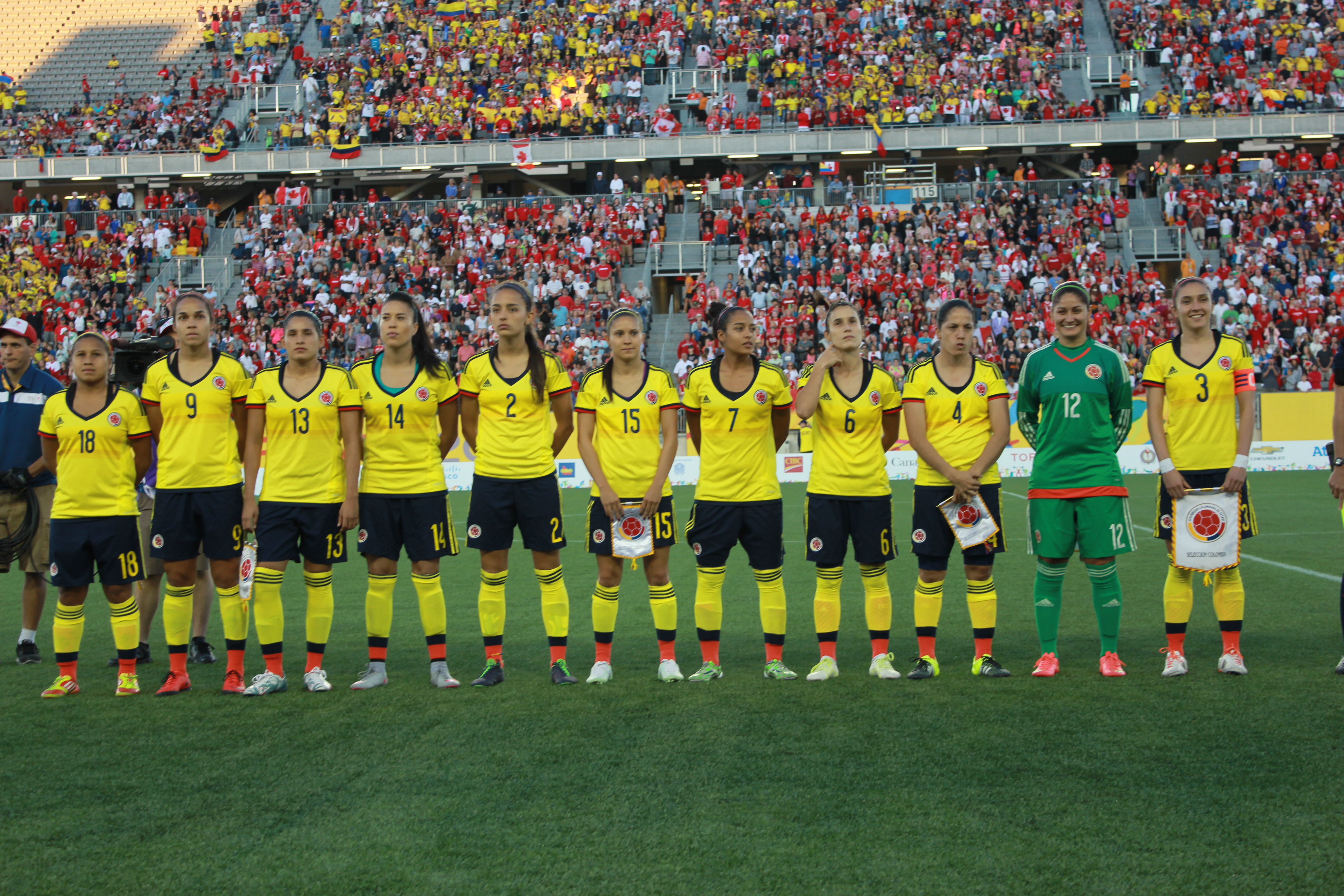
Formazione della Colombia prima della partita col Brasile ai Giochi panamericani 2015.

Dopo essere stata eliminata nella fase a gironi nell'edizione 2006, la Colombia ha raggiunto il girone finale del campionato sudamericano 2010. Grazie al successo nell'ultima giornata contro l'Argentina, la squadra concluse al secondo posto, conquistando la qualificazione per la prima volta alla fase finale del campionato mondiale 2011 e del torneo olimpico di Londra 2012. Alla prima partecipazione al campionato mondiale, la Colombia venne sorteggiata nel gruppo C con Svezia, Stati Uniti e Corea del Nord. La partita d'esordio fu il 28 giugno 2011 e vide la Svezia prevalere per 1-0, seguita quattro giorni dopo da una sconfitta per 3-0 contro gli Stati Uniti; la terza partita, contro la Corea del Nord, si concluse in parità sullo 0-0 e sancì l'eliminazione delle colombiane dalla manifestazione, senza aver segnato alcuna rete. L'anno seguente arrivò la prima partecipazione al torneo olimpico di calcio femminile ai Giochi di Londra, dove la Colombia venne inserita nel gruppo G con Francia, Stati Uniti e Corea del Nord. Tutte e tre le partite si conclusero con sconfitte e senza aver realizzato una rete.

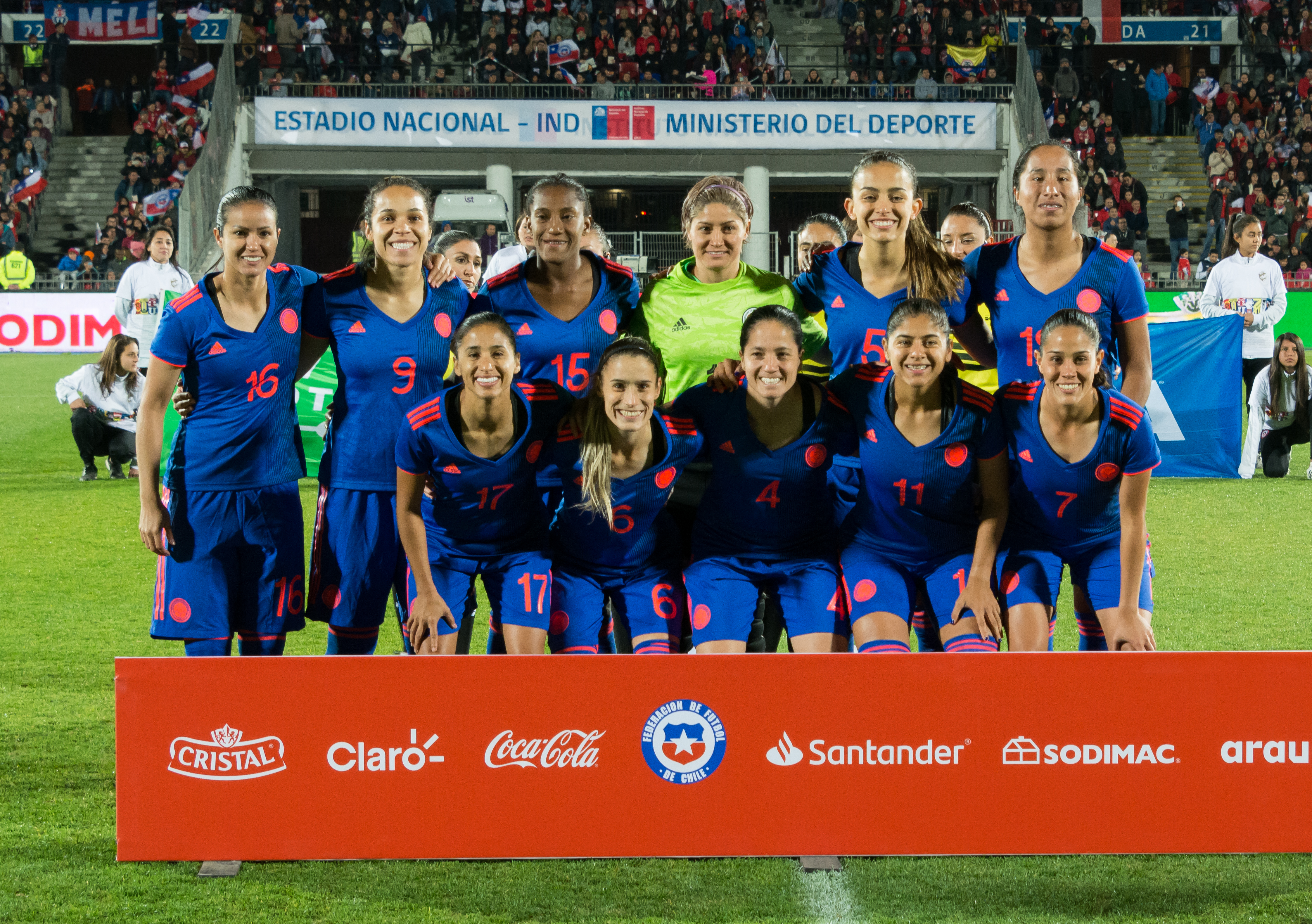
Formazione della Colombia prima della partita col Cile il 19 maggio 2019.

Alla Copa América Femenina 2014 la Colombia superò la prima fase a gironi a punteggio pieno, accedendo al girone finale assieme a Brasile, Argentina ed Ecuador; qui ha sconfitto l'Ecuador e pareggiato contro Brasile e Argentina, concludendo il torneo imbattuta e al secondo posto per la seconda edizione consecutiva. Questo risultato garantì la qualificazione per la seconda volta di fila alla fase finale del campionato mondiale e del torneo olimpico di Rio de Janeiro 2016. Al campionato mondiale, organizzato in Canada, la nazionale colombiana venne sorteggiata nel gruppo F con Francia, Inghilterra e Messico. Dopo aver pareggiato 1-1 col Messico la partita d'esordio, la Colombia, a sorpresa, sconfisse la Francia per 2-0, grazie alle reti di Lady Andrade e Catalina Usme. La sconfitta contro le inglesi nella terza partita portò le colombiane al terzo posto in classifica, che, però, valse il passaggio alla fase a eliminazione diretta come migliore tra le terze classificate. Agli ottavi di finale le colombiane vennero eliminate dagli Stati Uniti, che vinsero la partita per 2-0, segnando nel secondo tempo dopo l'espulsione del portiere Catalina Pérez.
L'anno seguente arrivò la seconda partecipazione al torneo olimpico di calcio femminile ai Giochi di Rio de Janeiro, dove la Colombia venne inserita nel gruppo G con Stati Uniti, Francia e Nuova Zelanda, ritrovando le prime due squadre nel raggruppamento come nella precedente edizione dei Giochi. Dopo aver perso le prime due partite contro francesi e neozelandesi, le colombiane pareggiarono la terza partita per 2-2 contro le statunitensi, ottenendo il pareggio al novantesimo minuto grazie alla rete di Catalina Usme; concluso il girone all'ultimo posto con un solo punto conquistato, arrivò l'eliminazione dal torneo olimpico.
Dopo aver conquistato la medaglia d'argento ai XVII Giochi panamericani nel 2015 dopo aver perso la finale contro il Brasile, la Colombia vinse la medaglia d'oro al torneo femminile dei XVIII Giochi panamericani, organizzati a Lima, grazie alla vittoria in finale contro l'Argentina dopo i tiri di rigore. Alla Copa América Femenina 2022 arrivò un altro secondo posto. Superata la fase a gironi a punteggio pieno con quattro vittorie su quattro, le colombiane superarono la nazionale argentina per 1-0 in semifinale, venendo, però, poi sconfitte in finale dal Brasile per 1-0. Entrambe le finaliste ottennero la qualificazione alla fase finale del campionato mondiale 2023 e del torneo olimpico di Parigi 2024.

## Partecipazione ai tornei internazionali
Legenda: Grassetto: Risultato migliore, Corsivo: Mancate partecipazioni

## Palmarès
- Giochi panamericani: 1

2019
- Giochi panamericani: 1

2015

## Selezionatori
Lista dei selezionatori della nazionale colombiana.
- 1998-2003:  Juan Carlos Gutiérrez Sánchez
- 2003:  Myriam Guerrero
- 2006:  John Agudelo Hernández
- 2008-2010:  Pedro Ignacio Rodríguez Rodríguez
- 2010-2012:  Ricardo Rozo Ocampo
- 2014:  Gemenson Arias Salcedo (ad interim)
- 2014-2016:  Fabián Felipe Taborda Torres
- 2017:  Pedro Ignacio Rodríguez Rodríguez (ad interim)
- 2017-2023:  Nelson Abadía
- 2023-:  Angelo Marsiglia (ad interim)

## Tutte le rose

### Campionato mondiale
Coppa del Mondo FIFA 20111 Varón, 2 Muñoz, 3 Gaitán, 4 Ospina, 5 Arias, 6 Montoya, 7 Usme, 8 Peralta, 9 Rodallega, 10 Rincón, 11 Salazar, 12 Sepúlveda, 13 Domínguez, 14 Peduzine, 15 Ariza, 16 Andrade, 17 Vidal, 18 Castro, 19 Montaño, 20 Velásquez Herrera, 21 Velasco, CT: Rozo
Coppa del Mondo FIFA 20151 Castaño, 2 Arbeláez, 3 Gaitán, 4 Ospina, 5 Granados, 6 Montoya, 7 Vidal, 8 Pineda, 9 Velásquez, 10 Rincón, 11 Usme, 12 Sepúlveda, 13 Clavijo, 14 N. Arias, 15 Ariza, 16 Andrade, 17 C. Arias, 18 Cuesta, 19 Santos, 20 Cosme, 21 Echeverri, 22 Pérez, 23 González, CT: Taborda
Coppa del Mondo FIFA 20231 Pérez, 2 Vanegas, 3 D. Arias, 4 Ospina, 5 Bedoya, 6 Montoya, 7 Reyes, 8 Restrepo, 9 Ramírez, 10 Santos, 11 Usme, 12 Sepúlveda, 13 Giraldo, 14 Barón, 15 Guzmán, 16 Andrade, 17 C. Arias, 18 Caicedo, 19 Carabalí, 20 Ramos, 21 Chacón, 22 Caracas, 23 Bahr, CT: Abadía

### Giochi olimpici
Calcio ai Giochi Olimpici Estivi 20121 Castaño, 2 T. Ariza, 3 Gaitán, 4 N. Ariza, 5 Arias, 6 D. Montoya, 7 Velásquez, 8 Rincón, 9 Rodallega, 10 Usme, 11 Salazar, 12 Sepúlveda, 13 Domínguez, 14 Peduzine, 15 Vidal, 16 Andrade, 17 Ortiz, 18 A. Montoya, CT: Rozo
Calcio ai Giochi Olimpici Estivi 20161 Pérez, 2 Arbeláez, 3 Gaitán, 4 Ospina, 5 Echeverri, 6 Salazar, 7 Vidal, 8 Pineda, 9 Velásquez, 10 Santos, 11 Usme, 12 Regnier, 13 Clavijo, 14 N. Arias, 15 Ariza, 16 Andrade, 17 C. Arias, 18 Sepúlveda, CT: Taborda
Calcio ai Giochi Olimpici Estivi 20241 Pérez, 2 Vanegas, 3 D. Arias, 4 Caracas, 5 Minota, 6 Montoya, 7 Paví, 8 Restrepo, 9 Ramírez, 10 Santos, 11 Usme, 12 Tapia, 13 Izquierdo, 14 Barón, 15 Salazar, 16 Carabalí, 17 C. Arias, 18 Caicedo, CT: Marsiglia

### Copa América Femenina
Copa América Femenina 20141 Forero, 2 Montano, 3 Gaitán, 4 Ospina, 5 Ortíz, 6 Montoya, 7 Usme, 8 Vidal, 9 Velasquez, 10 Rincón, 11 Echeverri, 12 Milena, 13 Clavijo, 14 Arias, 15 Ariza, 16 Andrade, 17 Arias, 18 Castro, 19 Santos, 20 Cosme, 21 Pineda, 22 Varón, CT: Taborda
Copa América Femenina 20181 Córdoba, 2 Huertas, 3 D. Arias, 4 Ospina, 5 Vanegas, 6 Montoya, 7 Santos, 8 Caro, 9 Velásquez, 10 Rincón, 11 Usme, 12 Sepúlveda, 13 Clavijo, 14 González, 15 Echeverri, 16 Caracas, 17 C. Arias, 18 M. Restrepo, 19 V. Restrepo, 20 Salazar, 21 Cuesta, 22 Castaño, CT: Abadía
Copa América Femenina 20221 Pérez, 2 Vanegas, 3 D. Arias, 4 Ospina, 5 Bedoya, 6 Montoya, 7 Robledo, 8 Castañeda, 9 Ramírez, 10 Santos, 11 Usme, 12 Sepúlveda, 13 Giraldo, 14 Barón, 15 Ariza, 16 Rodríguez, 17 C. Arias, 18 Caicedo, 19 Carabalí, 20 Ramos, 21 Salazar, 22 Caracas, 23 Bahr, CT: Abadía

## Rosa
Lista delle 18 giocatrici convocate dal selezionatore Angelo Marsiglia per il torneo femminile di calcio ai Giochi della XXXIII Olimpiade, in programma dal 24 luglio al 9 agosto 2024. A queste si aggiungono Sandra Sepúlveda, Lady Andrade, Wendy Bonilla e María Camila Reyes, indicate come riserve. Numerazione come da lista FIFA.
| N. | Pos. | Giocatore        | Data nascita (età)          | Pres. | Reti | Squadra                    |
| -- | ---- | ---------------- | --------------------------- | ----- | ---- | -------------------------- |
| 1  | P    | Catalina Pérez   | 8 novembre 1994 (29 anni)   |       |      | Werder Brema               |
| 2  | D    | Manuela Vanegas  | 9 novembre 2000 (23 anni)   |       |      | Real Sociedad              |
| 3  | D    | Daniela Arias    | 31 agosto 1994 (29 anni)    |       |      | Corinthians                |
| 4  | D    | Daniela Caracas  | 25 aprile 1997 (27 anni)    |       |      | Espanyol                   |
| 5  | D    | Yirleidis Minota | 10 novembre 2002 (21 anni)  |       |      | Pachuca                    |
| 6  | C    | Daniela Montoya  | 22 agosto 1990 (33 anni)    |       |      | Atlético Nacional          |
| 7  | A    | Manuela Paví     | 23 dicembre 2000 (23 anni)  |       |      | Deportivo Cali             |
| 8  | C    | Marcela Restrepo | 10 novembre 1995 (28 anni)  |       |      | Atlético Nacional          |
| 9  | A    | Mayra Ramírez    | 23 marzo 1999 (25 anni)     |       |      | Chelsea                    |
| 10 | C    | Leicy Santos     | 16 maggio 1996 (28 anni)    |       |      | Washington Spirit          |
| 11 | A    | Catalina Usme    | 25 dicembre 1989 (34 anni)  |       |      | Pachuca                    |
| 12 | P    | Katherine Tapia  | 7 dicembre 1992 (31 anni)   |       |      | Palmeiras                  |
| 13 | C    | Ilana Izquierdo  | 14 giugno 2002 (22 anni)    |       |      | Mississippi State Bulldogs |
| 14 | D    | Ángela Barón     | 18 settembre 2003 (20 anni) |       |      | Atlético Nacional          |
| 15 | C    | Liana Salazar    | 16 settembre 1992 (31 anni) |       |      | Millonarios                |
| 16 | D    | Jorelyn Carabalí | 18 maggio 1997 (27 anni)    |       |      | Brighton & Hove            |
| 17 | D    | Carolina Arias   | 2 settembre 1990 (33 anni)  |       |      | América de Cali            |
| 18 | A    | Linda Caicedo    | 22 febbraio 2005 (19 anni)  |       |      | Real Madrid                |